# Sandro Zuluaga
Sandro Julián Zuluaga (Ibagué, Tolima, 22 de septiembre de 1978) es un exfutbolista colombiano que jugaba de mediocampista.

## Clubes
| Club                    | País     | Año       |
| ----------------------- | -------- | --------- |
| América de Cali         | Colombia | 2000-2002 |
| Real Cartagena          | Colombia | 2004-2005 |
| Boyacá Chicó            | Colombia | 2006      |
| Centauros Villavicencio | Colombia | 2007      |
| Patriotas               | Colombia | 2007      |
| Depor Jamundí           | Colombia | 2008      |
| Real Cartagena          | Colombia | 2008      |
| Deportes Palmira        | Colombia | 2009      |
| Depor Aguablanca        | Colombia | 2009      |
| Alianza Petrolera       | Colombia | 2010      |
| Cortuluá                | Colombia | 2011      |

## Palmarés

### Campeonatos nacionales
| Título           | Club            | País     | Año  |
| ---------------- | --------------- | -------- | ---- |
| Primera B        | Real Cartagena  | Colombia | 1999 |
| Primera División | América de Cali | Colombia | 2000 |
| Primera División | América de Cali | Colombia | 2001 |
| Torneo Apertura  | América de Cali | Colombia | 2002 |
| Primera B        | Real Cartagena  | Colombia | 2004 |
| Primera B        | Real Cartagena  | Colombia | 2008 |